# مأموریت حقیقت‌یابی سازمان ملل
مأموریت حقیقت‌یابی سازمان ملل یا کمیسیون تحقیق سازمان ملل یا کمیته حقیقت‌یاب سازمان ملل متحد   نیز نامیده می‌شود، یک مأموریت سازمان ملل است که با هدف کشف حقایق انجام می‌شود. آنها اغلب به مناطق مشکل دار فرستاده می‌شوند. در طول ۵۰ سال گذشته، مأموریت‌های حقیقت یاب توسط سازمان ملل متحد، به صورت عملی، گاه به گاه و مورد به مورد، به تعدادی از نقاط مشکل فرستاده شده‌است. پارامترهای حقوقی و سیاسی برای حقیقت‌یابی وجود دارد که بر ارزش آن تأکید می‌کند و راه را برای استفاده جامع‌تر و مستمر از این ابزار، به‌ویژه توسط دبیرکل باز می‌کند.

## تاریخ
حقیقت یاب برای اولین بار در جریان کنوانسیون لاهه در سال ۱۹۰۷ که با کمیسیون‌های تحقیق بین‌المللی سروکار داشت، ایجاد شد.

## اعلام
پیش نویس اعلامیه، بدون رأی‌گیری توسط کمیته ویژه سازمان ملل متحد در پایان یک نشست سه هفته ای در نیویورک که از ۴ تا ۲۲ فوریه ۱۹۹۱ برگزار شد، به تصویب رسید. در ۹ دسامبر ۱۹۹۱، مجمع عمومی قطعنامه ۴۶/۵۹ را تصویب کرد. بیانیه حقیقت یاب توسط سازمان ملل متحد در زمینه حفظ صلح و امنیت بین‌المللی. این قطعنامه تأکید می‌کند «... توانایی سازمان ملل برای حفظ صلح و امنیت بین‌المللی تا حد زیادی به کسب اطلاعات دقیق در مورد شرایط واقعی هر اختلاف یا وضعیت بستگی دارد» و «... تشویق کشورها به تحمل با در نظر گرفتن نقشی که ارگان‌های ذیصلاح سازمان ملل می‌توانند در تعیین حقایق در رابطه با اختلافات یا موقعیت‌ها ایفا کنند."

## مشخصات
بیانیه‌ای که استفاده از چنین مأموریت‌هایی را تعریف و نهادینه می‌کند، بیان می‌کند که این نه تنها ابزاری برای جمع‌آوری اطلاعات است، بلکه برای نشان دادن نگرانی در مورد یک وضعیت انفجاری بالقوه است. بیان می‌کند که حقیقت یاب باید جامع، عینی، بی طرفانه و به موقع باشد. باید در اولین مرحله ممکن برای جلوگیری از اختلاف استفاده شود. ماموریت‌های حقیقت یاب ممکن است توسط شورای امنیت، مجمع عمومی و دبیرکل با موافقت «کشور پذیرنده» انجام شود. با این حال از کشورها خواسته شده‌است که این ماموریت‌ها را دریافت کرده و با آنها همکاری کنند. امتناع از انجام این کار باید توضیح داده شود.

## نقش دبیرکل
دبیرکل باید درگیری‌هایی را که ممکن است صلح و امنیت بین‌المللی را تهدید کند نظارت کند و اطلاعات مربوطه را به اطلاع شورا برساند. او باید بتواند در صورت نیاز یک ماموریت اضطراری انجام دهد. قابلیت هشدار زودهنگام دبیرخانه باید افزایش یابد.
مکانیسم دبیرکل برای بررسی استفاده ادعایی از سلاح‌های شیمیایی و بیولوژیکی، از دبیرکل درخواست می‌کند تا در پاسخ به گزارش‌هایی که ممکن است توسط هر کشور عضو در مورد استفاده احتمالی از سلاح‌های شیمیایی، بیولوژیکی یا سمی به اطلاع وی برسد، تحقیقاتی را انجام دهد. . شورای امنیت دبیرکل را تشویق می‌کند تا در پاسخ به اتهاماتی که هر کشور عضو در مورد استفاده احتمالی از سلاح‌های شیمیایی، بیولوژیکی یا سمی به او می‌رساند، تحقیقات فوری انجام دهد.

## ارتباط با دیوان کیفری بین‌المللی
همچنین طیف وسیعی از رویه‌های حقیقت یاب در سازمان ملل در رابطه با نقض جدی حقوق بشر و حقوق بشردوستانه و همچنین حقیقت یاب در مورد جنایات تجاوز، نسل‌کشی، جنایات جنگی و جنایات علیه بشریت وجود دارد که توسط سازمان ملل انجام می‌شود. دادگاه کیفری بین‌المللی پروفسور لیال اس. سونگا در مورد اینکه چگونه حقیقت‌یابی رویه‌های ویژه حقوق بشر سازمان ملل می‌تواند به دادگاه کیفری بین‌المللی کمک کند تا حقایق را پیدا کند و چگونه این دو باید مکمل یکدیگر شوند، بحث می‌کند.